# Allan Preston
Allan Preston (Leith, Edinburgh, 16 augustus 1969) is een voormalig Schots voetballer en voetbalcoach. Preston speelde voor Dundee United (1985-1993), Heart of Midlothian (1993-1994), St. Johnstone (1994-2000) en Queen of the South (2000). Preston leidde Livingston in 2004 voor 15 wedstrijden.